# Bobbi Brown
Bobbi Brown (sinh ngày 14 tháng 4 năm 1957) là một nghệ sĩ trang điểm chuyên nghiệp người Mỹ và là người sáng lập và cựu CCO của hãng mỹ phẩm Bobbi Brown cùng tên. Brown đã viết tám cuốn sách về trang điểm và làm đẹp. Cô là biên tập chuyên mục đóng góp Sắc đẹp và Phong cách sống của tạp chí Health và biên tập Sắc đẹp và Phong cách sống của chương trình phát thanh Elvis Duran & the Morning Show.

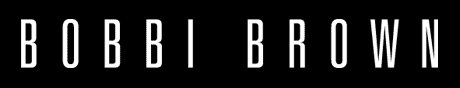
Logo hãng mỹ phẩm Bobbi Brown

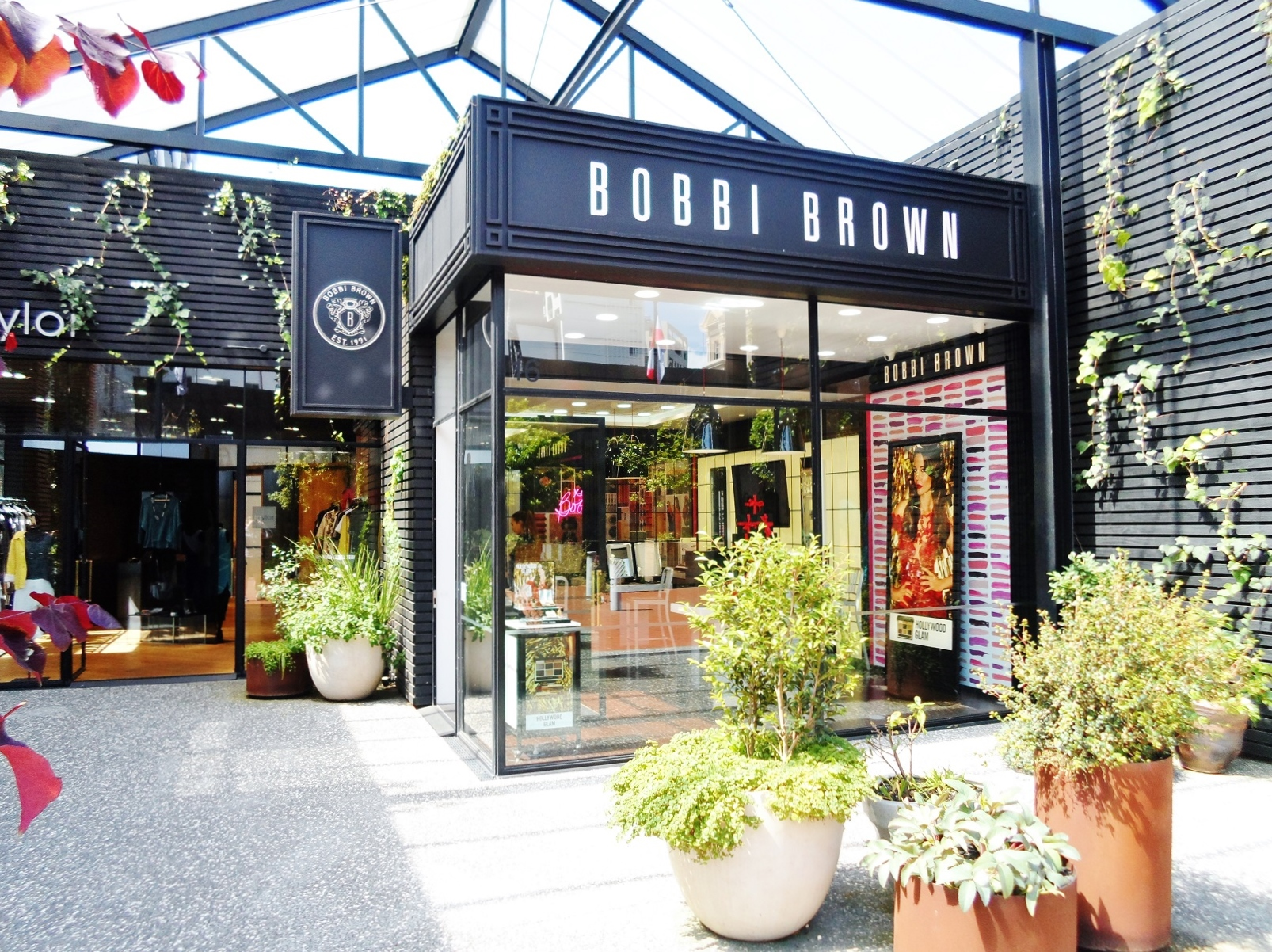
Cửa hàng Bobbi Brown tại Britomart ở Auckland, New Zealand